# Esquerra Nacionalista Valenciana

Bandera utilizada por ENV denominada "estrelada valenciana" o "senyera del nacionalisme valencià".

Esquerra Nacionalista Valenciana (en castellano: Izquierda Nacionalista Valenciana) es un partido político español cuyo ámbito de actuación es la Comunidad Valenciana. Adscrito inicialmente al proyecto político conocido como blaverismo, fue la única formación de carácter progresista o soberanista dentro de esta tradición política. Su ideología se basaba en la existencia de una Nación Valenciana como proyecto político propio, con una lengua diferenciada del catalán, si bien a partir de los años 90 sus miembros evolucionarán a posiciones alejadas del anticatalanismo.
El partido fue fundado en 1977 como Unió Regional Valencianista (URV), cambiando de denominación en 1979, cuando el sector progresista y nacionalista forzó un cambio ideológico y de nombre en el partido.
Actualmente se declara como un partido independentista y partidario de la creación de un Estado valenciano, llegando a acuerdos electorales con Esquerra Republicana del País Valencià (ERPV) o República Valenciana-Partit Valencianista Europeu.

## Historia
Tras la celebración del I Congreso de Unió Regional Valencianista (URV) en octubre de 1979, en el partido se impuso la tendencia progresista y nacionalista frente a la regionalista y centrista o centro-derechista, refundándose el partido y cambiándose el nombre por el de Esquerra Nacionalista Valenciana. Esto provocó el abandono de los sectores más regionalistas y conservadores con figuras como Vicente González Lizondo o Vicente Ramos Pérez. Este grupo que abandonó el partido en 1979 fundará Unión Valenciana (UV) en 1982.
En la década de 1980, el partido fundó una editorial con el nombre Editorial Nova Valéncia (ENV) en la que editó varios títulos relacionados en el nacionalismo valenciano y el valenciano. El libro más conocido y que tuvo una mayor repercusión fue Bases per al Nacionalisme Valencià (1986), escrito colectivamente por Josep Velasco Santamaría, Josép Ynat Marques, Joan Salvador López, Mercedes Soler, Rodolfo Pérez Iranzo y Tarsilo Tarín Tortosa. Este libro tenía el objetivo de contribuir a fijar las bases y la teoría del nacionalismo valenciano a finales del siglo XX.
No obstante, el partido apenas obtuvo rédito electoral, a la vez que la irrupción de Unió Valenciana supuso una considerable absorción estructural y de militancia. En el II Congreso Extraordinario de ENV, celebrado en 1990, el partido entra en un estado de hibernación como consecuencia de sus limitados resultados electorales. Solo un par de años después el partido se reactiva, a raíz de la afiliación al mismo de Miquel Ramon i Quiles (senador expulsado de Unió Valenciana) y de Francesc Martínez León (concejal del Ayuntamiento de Valencia).
En 1993 se produce un acercamiento al Partit Valencià Nacionalista (PVN), con quien firmaría un protocolo de actuación conjunta, si bien no llegarían a presentarse juntos a las elecciones. En este momento, ENV llegó a afirmar públicamente la unidad de la lengua catalano-valenciana.

## Elecciones
En 1989 participó en las Elecciones al Parlamento Europeo con un único miembro, listado en última posición por Unió Valenciana.
En las elecciones autonómicas de 2007 concurrió en coalición con Opció Nacionalista Valenciana en la coalición Units x Valéncia, aunque abandona la misma antes de su conversión en partido político. En las elecciones generales españolas de 2008 formó parte de la coalición Per la República Valenciana, junto a las formaciones Estat Valencià y República Valenciana-Partit Valencianista Europeu.
Anunció su intención de participar en las elecciones al Parlamento Europeo de 2009 en coalición con Estat Valencià-Sobirania Valenciana, República Valenciana-Partit Valencianista Europeu, Tierra Aragonesa, Estau Aragonés y Bloc d'Esquerra Català, hecho que finalmente no se consumó. De cara a las elecciones europeas de 2014 intentó reeditar la coalición Per la República Valenciana, con República Valenciana-Partit Valencianista Europeu, acreditado la coalición ante la Junta Electoral Central, pero sin conseguir formalizar finalmente la candidatura.
| Elecciones          | Votos | % de vots |
| ------------------- | ----- | --------- |
| Generales de 1982   | 6.738 | 0,32%     |
| Autonómicas de 1983 | 7.623 | 0,40%     |
| Locales de 1983     | 46    | 0,0%      |
| Generales de 1986   | 2.116 | 0,1%      |
| Autonómicas de 1987 | 4.175 | 0,21%     |
| Generales de 1989   | 2.098 | 0,1%      |
| Generales de 1993   | 1.517 | 0,06%     |
| Autonómicas de 1995 | 1.861 | 0,08%     |
| Generales de 1996   | 1.023 | 0,04%     |
| Autonómicas de 1999 | 2.070 | 0,09%     |
| Generales de 2000   | 920   | 0,04%     |

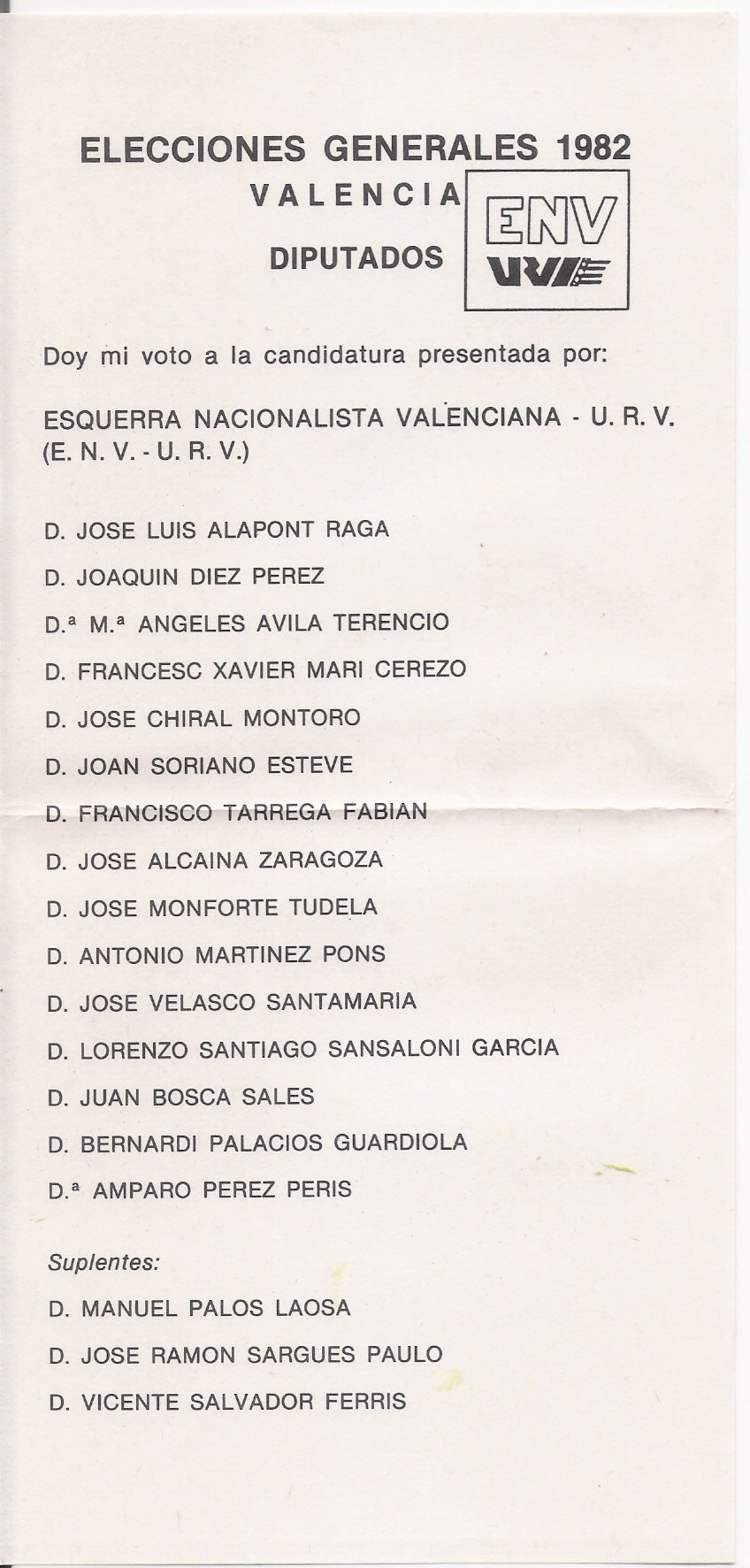
Generales 1982.
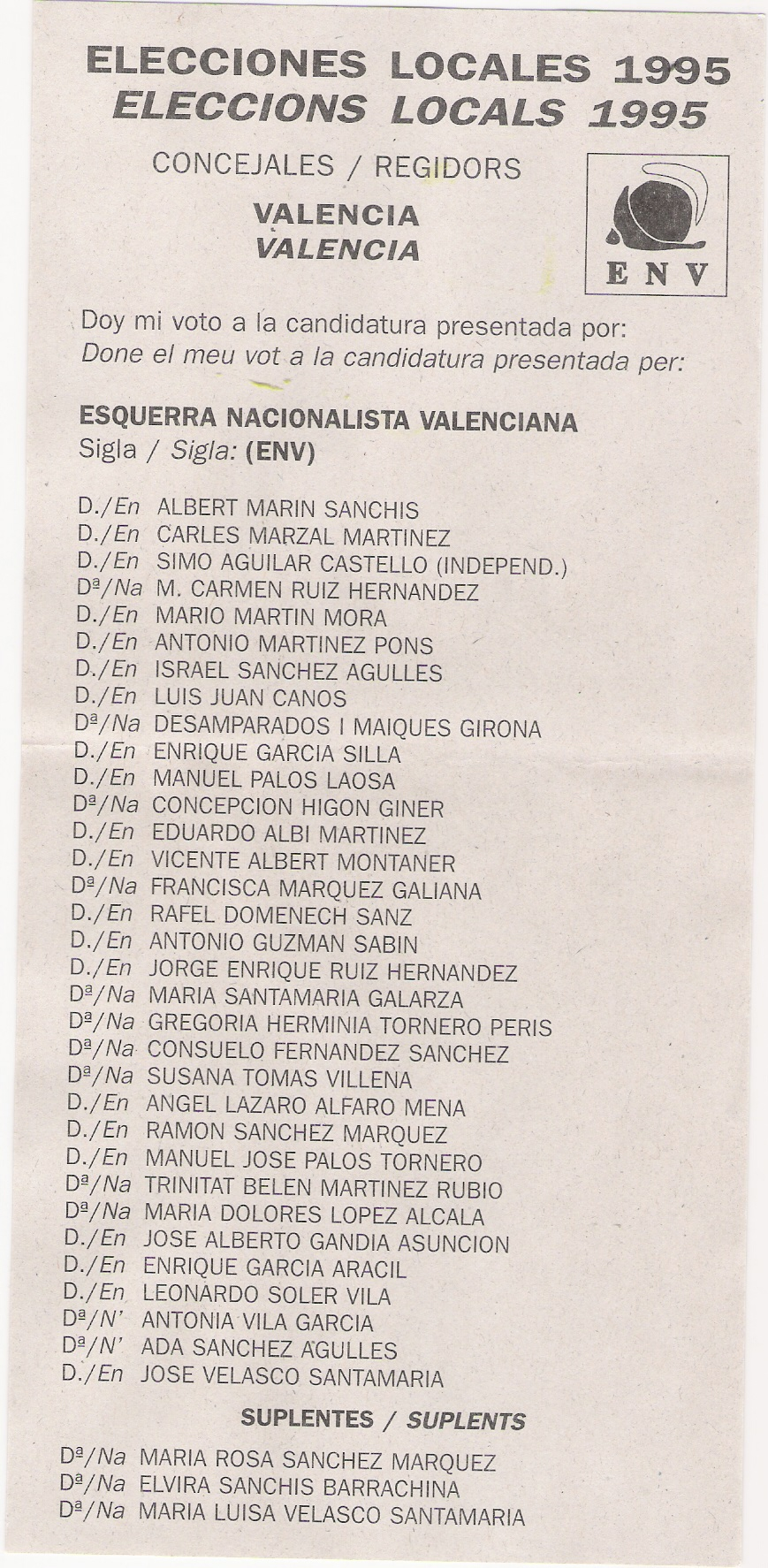
Locales 1995.